# Cristian Albeanu
Cristian Albeanu (n. 5 octombrie 1971, Cărbunești, jud. Prahova) este un fost jucător român de fotbal a activat ca atacant și ca fundaș.

## Activitate
- Electroputere Craiova (1991-1992)
- Electroputere Craiova (1992-1993)
- Electroputere Craiova (1993-1994)
- Electroputere Craiova (1994-1995)
- Progresul București (1995-1996)
- Progresul București (1996-1997)
- Gloria Bistrița (1996-1997)
- Progresul București (1997-1998)
- FC Argeș Pitești (1998-1999)
- FC Argeș Pitești (1999-2000)
- FC Argeș Pitești (2000-2001)
- Jiul Petroșani (2001-2002)
- Jiul Petroșani (2002-2003)
- Petrolul Stoina (2003-2004)